# Sorex preblei
Sorex preblei är en däggdjursart som beskrevs av Jackson 1922. Sorex preblei ingår i släktet Sorex och familjen näbbmöss. IUCN kategoriserar arten globalt som livskraftig. Inga underarter finns listade i Catalogue of Life. Artepitet i det vetenskapliga namnet hedrar E. A. Preble som hittade holotypen.
Arten blir med svans 77 till 95 mm lång, svanslängden är 28 till 38 mm och vikten är 2,1 till 4,1 g. Det finns 7 till 11 mm långa bakfötter och 8 till 11 mm långa öron. På ovansidan förekommer grå päls och undersidan är täckt av silvergrå päls. Sorex preblei har bruna hår på fötterna och svansen är uppdelad i en olivbrun ovansida samt en hasselnötsbrun undersida. Skillnader mot nära besläktade arter som Sorex merriami består främst i avvikande detaljer av skallens konstruktion.
Denna näbbmus förekommer på en högplatå i nordvästra USA. Den lever i regioner som ligger 1280 till 2550 meter över havet. Habitatet utgörs av landskap där gräsytor och buskar förekommer. Arten hittas även på skogsgläntor och i fuktiga områden nära insjöar som liknar marskland.
Sorex preblei äter insekter, andra ryggradslösa djur och kanske andra näbbmöss. Den kan vara aktiv på dagen och på natten och den håller ingen vinterdvala. Arten delar sitt utbredningsområde med flera andra näbbmöss och gnagare.